# Diptam

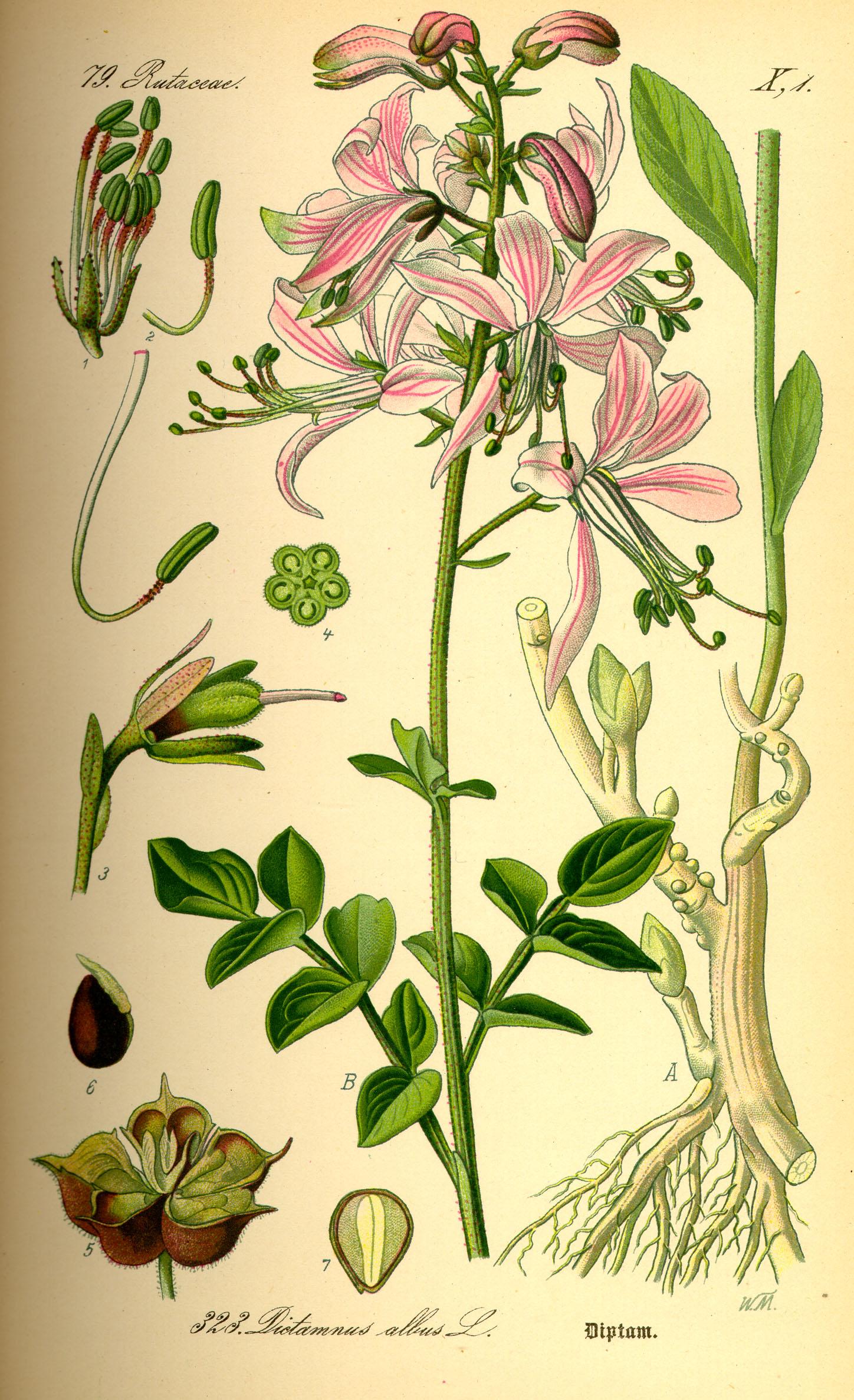
Illustration

Der Diptam (Dictamnus albus, „Weißer Diptam“), auch Aschwurz, Spechtwurz oder Brennender Busch genannt, ist möglicherweise die einzige Art der monotypischen Pflanzengattung Dictamnus innerhalb der Familie der Rautengewächse (Rutaceae). Diese giftige Pflanzenart steht seit 1936 unter Naturschutz; sie war schon damals eine Seltenheit in Mitteleuropa. Früher wurde sie, insbesondere ihre unterirdischen Pflanzenteile, als Heilpflanze verwendet.

## Beschreibung

### Vegetative Merkmale
Der Diptam ist eine ausdauernde und krautige Pflanze, die eine Wuchshöhe von 60 bis 120 Zentimetern erreicht. Als Überdauerungsorgan wird ein kriechendes, weißliches Rhizom gebildet. Der unverzweigte, drüsige und kurz behaarte Stängel ist aufrecht. Diese aromatische Pflanzenart besitzt einen zitronenartigen Duft, „die ausgedünsteten Dämpfe sollen brennbar sein“.
Die gegenständig am Stängel angeordneten Laubblätter sind in Blattstiel und -spreite gegliedert. Der rinnige, drüsige und kurz behaarte Blattstiel ist knapp geflügelt. Die unpaarig gefiederte Blattspreite besitzt drei bis elf Fiederpaare. Die Blattrhachis ist rinnig. Die sitzenden, fast kahlen Blättchen sind bei einer Länge von bis zu 9 Zentimetern eiförmig bis elliptisch mit spitzem bis stumpfem oberen Ende, fein gesägtem und manchmal eingebuchtetem Rand. Die untersten Laubblätter sind einfach und fast sitzend. Die Laubblätter besitzen Öldrüsen. Die Nebenblätter fehlen.

### Generative Merkmale
Die gestielten Blüten befinden sich in endständigen traubigen Blütenständen. Es sind zwei drüsige Tragblätter vorhanden.
Die duftenden und zwittrigen Blüten sind bei einem Durchmesser von 4 bis 6 Zentimetern leicht zygomorph und fünfzählig. Die drüsigen Kelchblätter sind ungleich. Die rosafarbenen, selten weißlichen, genagelten und drüsigen Kronblätter besitzen eine rote Aderung; das nach unten zeigende Kronblatt ist etwas kleiner als die vier anderen, nach oben und seitwärts gerichteten. Die zehn langen, oberseits drüsigen, unterseits leicht behaarten, ungleich langen, fünf längere und fünf kürzere, und freien Staubblätter sind anfangs nach oben gekrümmt, später gerade. Die oberständigen, fast freien, drüsig-behaarten Fruchtblätter sind kurz gestielt, gynophor mit einem relativ kurzen, subgynobasischen, im unteren Teil behaarten Griffel und minimaler Narbe. Es ist ein Diskus vorhanden.
Die kleine Frucht ist eine drüsig-borstige, raue, bis dreisamige und geschnäbelte Balgfrucht, die in einer Sammelbalgfrucht erscheint.
Die Chromosomenzahl beträgt 2n = 36 oder 72.

## Ökologie und Phänologie
Da der Diptam meist klonal in Gruppen wächst, kann man das manchmal gemeinsame Knallen der Früchte im Sommer hören.
Der Diptam ist protandrisch, also vormännlich.
Die Blütezeit reicht von Mai bis Juni. Die „Blütendauer“ beträgt 8 Tage. Die Fruchtreife liegt im Hochsommer. Bei viel warmem Wind trocknen die Früchte ein. Dabei reißen die Fruchtschalen auf, rollen sich ein und schleudern den kugelförmigen, etwa 4 mm kleinen Samen heraus. Die schwarzen und glänzenden Samen sind bei einer Größe von etwa 4 Millimetern eiförmig. Das abgelöste Endokarp biegt sich hornartig ein. Die Samen können bis etwa 5 Meter weit weggeschleudert werden.

## Vorkommen und Gefährdung

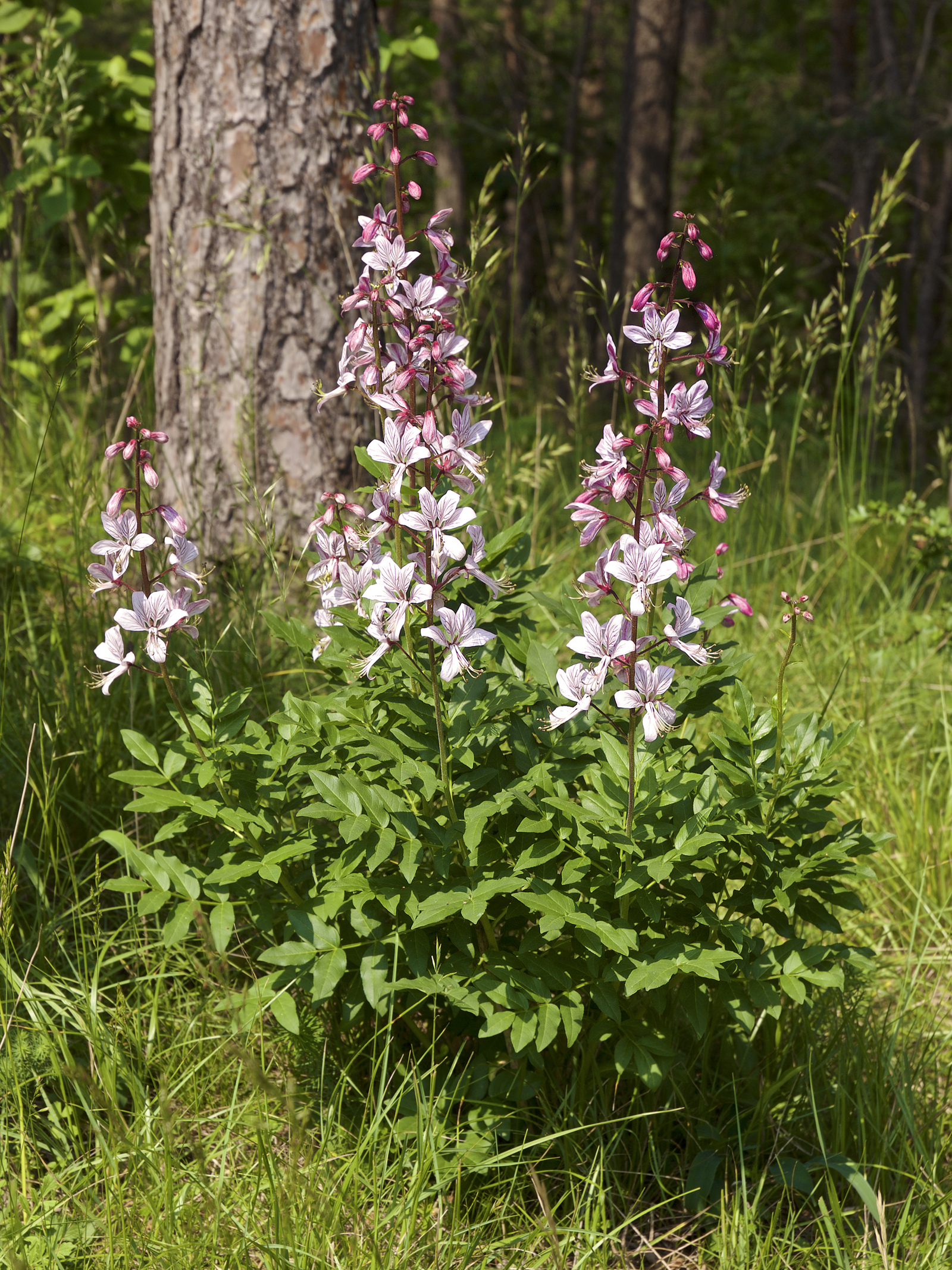
Habitus

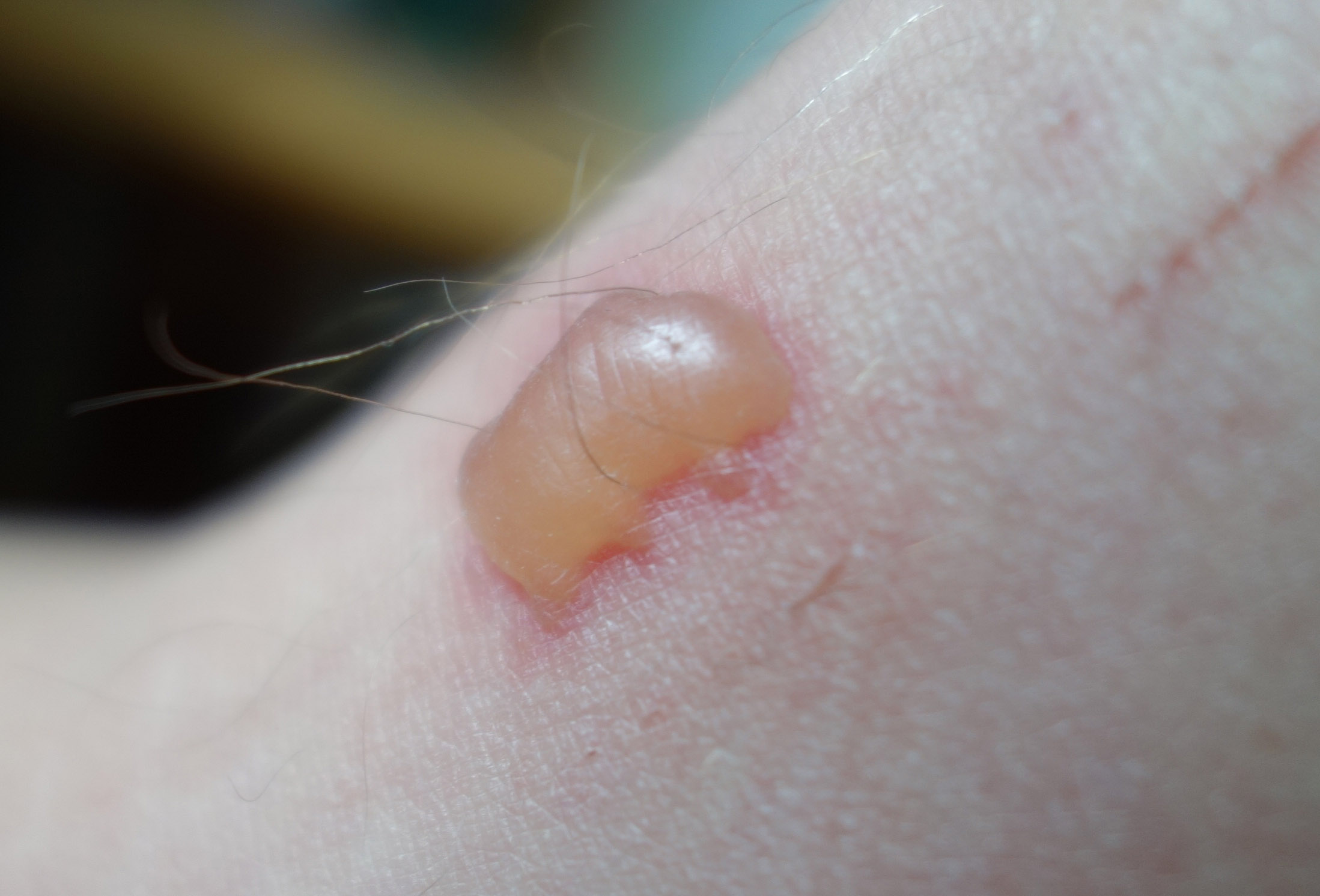
Phototoxische Reaktion der Haut, einige Tage nach Diptam-Kontakt

Der Diptam ist in weiten Teilen Asiens, in Teilen Europas (vor allem Südosteuropa) und in Nordafrika beheimatet. Er wächst hauptsächlich in den Lichtungen wärmeliebender Trockenwälder und Gebüsche, besonders aber an Waldsäumen im Übergang zu Trockenrasen. Günstig sind trockene, kalkhaltige und stickstoffarme Böden an halbschattigen Standorten. In Mitteleuropa ist der Diptam eine Charakterart des Geranio-Dictamnetum aus dem Verband des Geranion sanguinei, kommt aber auch in Pflanzengesellschaften der Ordnung Quercetalia pubescentis vor. Er steigt in Südtirol bis in eine Höhenlage von 800 Metern auf.
Zeigerwerte nach Ellenberg
| Faktor               | Wert  | Skala | Benennung/Erläuterung                                 |
| -------------------- | ----- | ----- | ----------------------------------------------------- |
| Lichtzahl            | 7     | 1–9   | Halblichtpflanze                                      |
| Temperaturzahl       | 8     | 1–9   | Wärmezeiger bis extremer Wärmezeiger                  |
| Kontinentalitätszahl | 4     | 1–9   | subozeanisch                                          |
| Feuchtezahl          | 2     | 1–12  | Trocknis- bis Starktrockniszeiger                     |
| Reaktionszahl        | 8     | 1–9   | Schwachsäure-/Schwachbasen- bis Basen- und Kalkzeiger |
| Stickstoffzahl       | 2     | 1–9   | stickstoffarme bis -ärmste Standorte                  |
| Lebensform           | hp, H | -     | Halbparasit, Hemikryptophyt                           |

Die ökologischen Zeigerwerte nach Landolt et al. 2010 sind in der Schweiz: Feuchtezahl F = 1+ (trocken), Lichtzahl L = 3 (halbschattig), Reaktionszahl R = 4 (neutral bis basisch), Temperaturzahl T = 4+ (warm-kollin), Nährstoffzahl N = 2 (nährstoffarm), Kontinentalitätszahl K = 4 (subkontinental).
In Österreich tritt der Diptam nur im pannonischen Gebiet in den Bundesländern Burgenland, Wien und Niederösterreich zerstreut bis selten auf und gilt als gefährdet.
In Deutschland gilt der Diptam bundesweit ebenso wie auf Landesebene in Bayern, Baden-Württemberg und Sachsen-Anhalt als „gefährdet“, in Hessen als „stark gefährdet“ und in Nordrhein-Westfalen und Niedersachsen/Bremen als „ausgestorben“. Nach der Bundesartenschutzverordnung ist er „besonders geschützt“. Das Sammeln von Pflanzen oder Pflanzenteilen ist verboten.

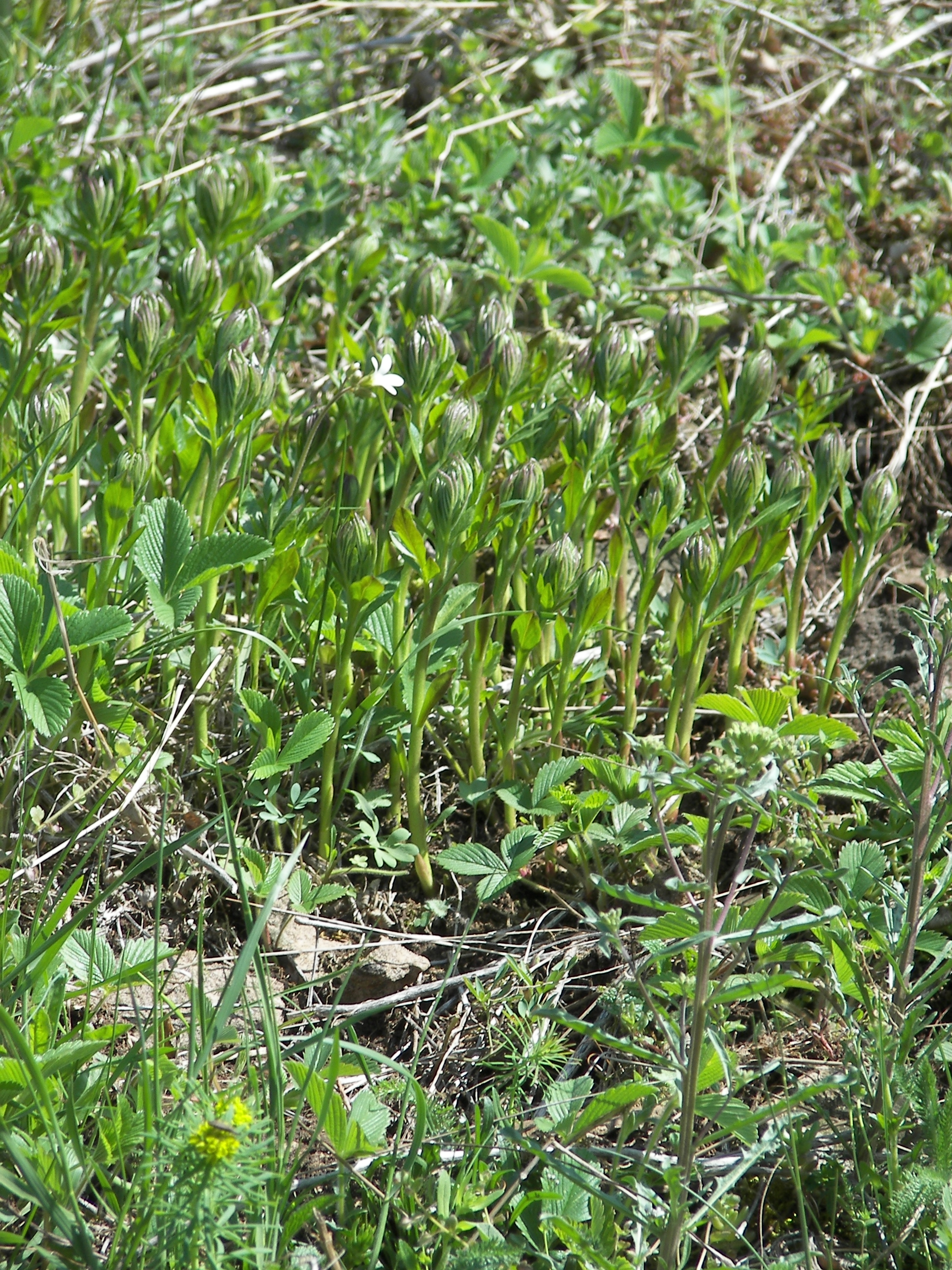
„Diptamsprossen“
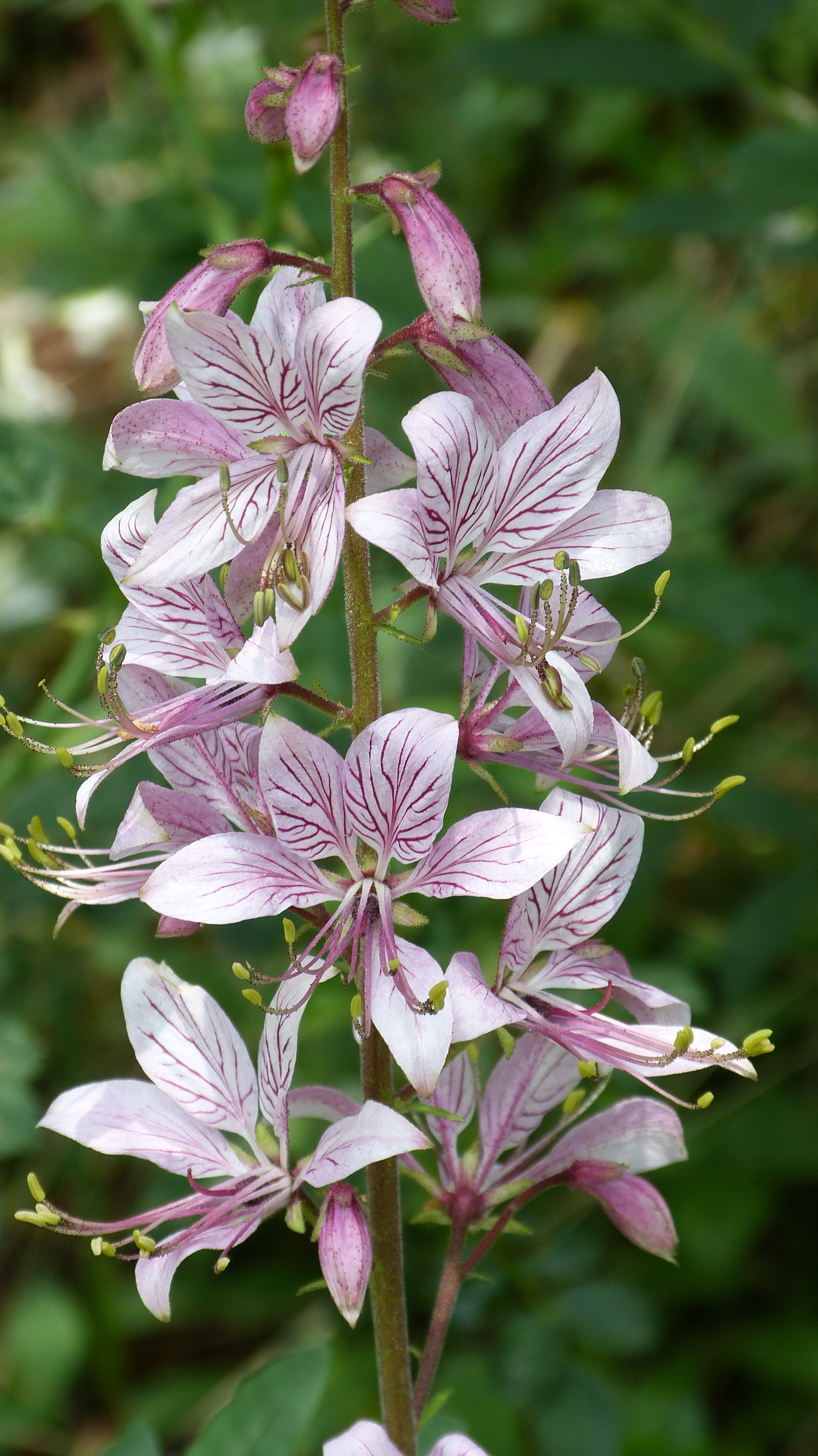
Blütenstand
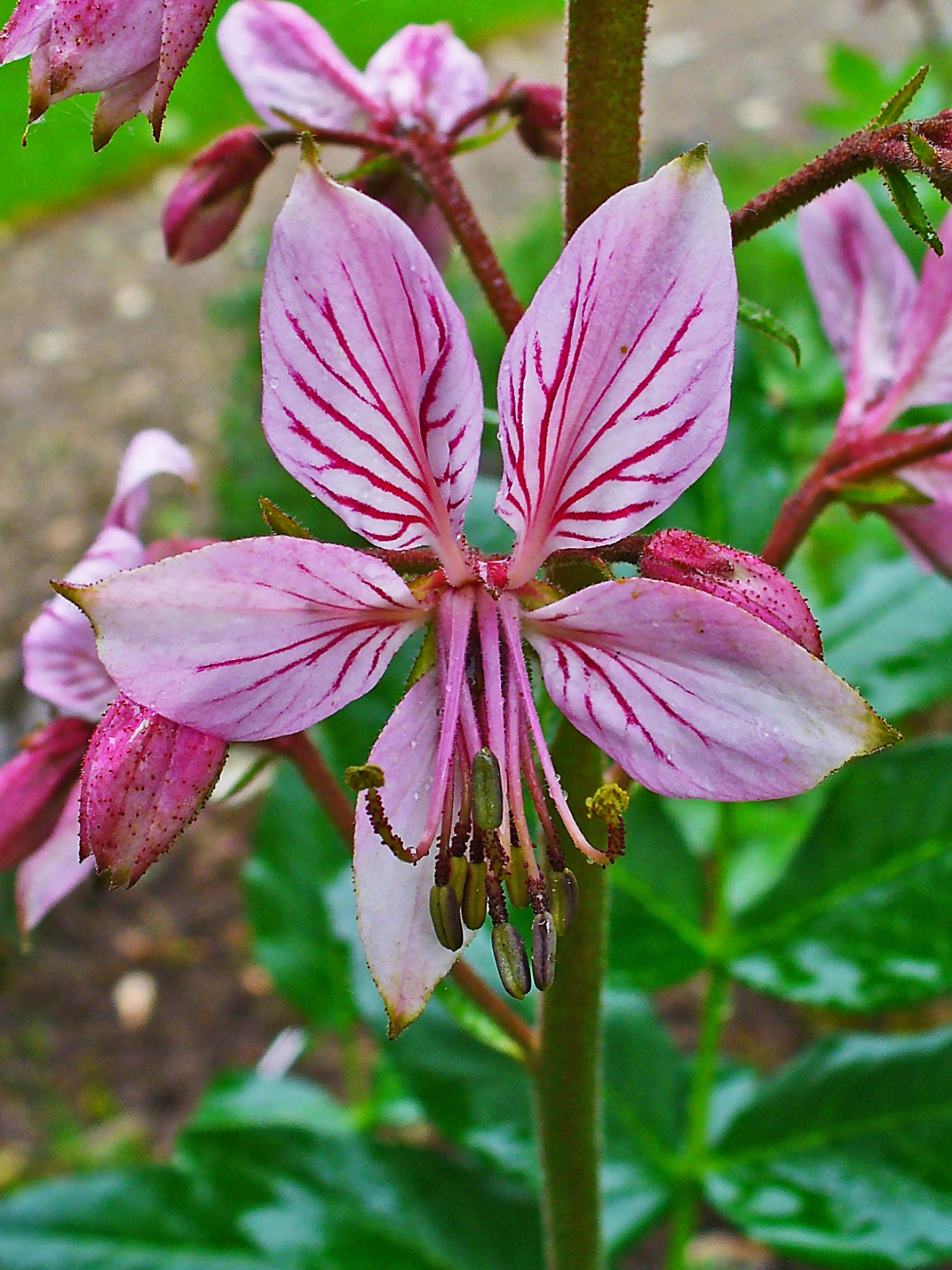
Blüte (zum Teil mit rötlichen Drüsenpunkten)
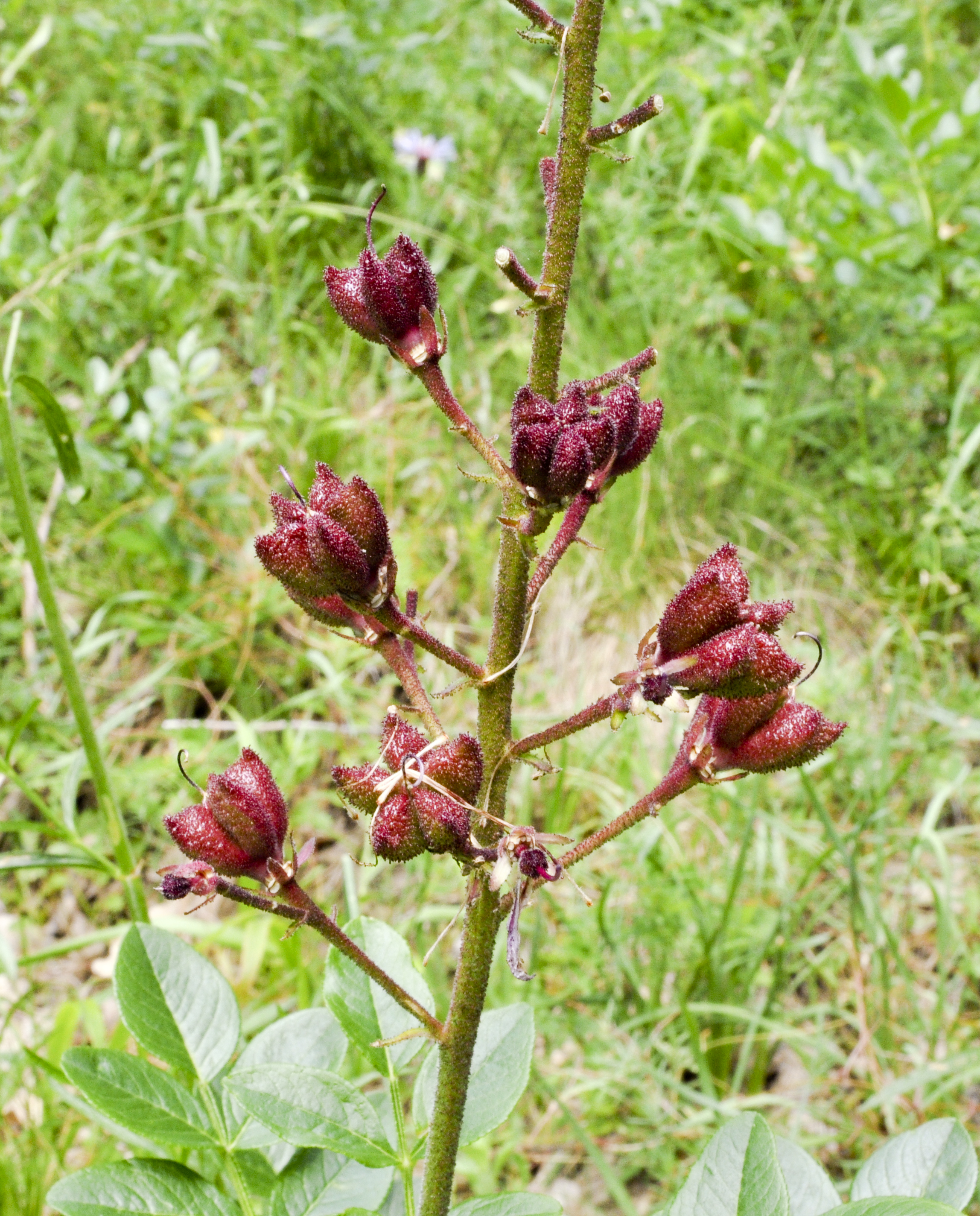
Junger Fruchtstand
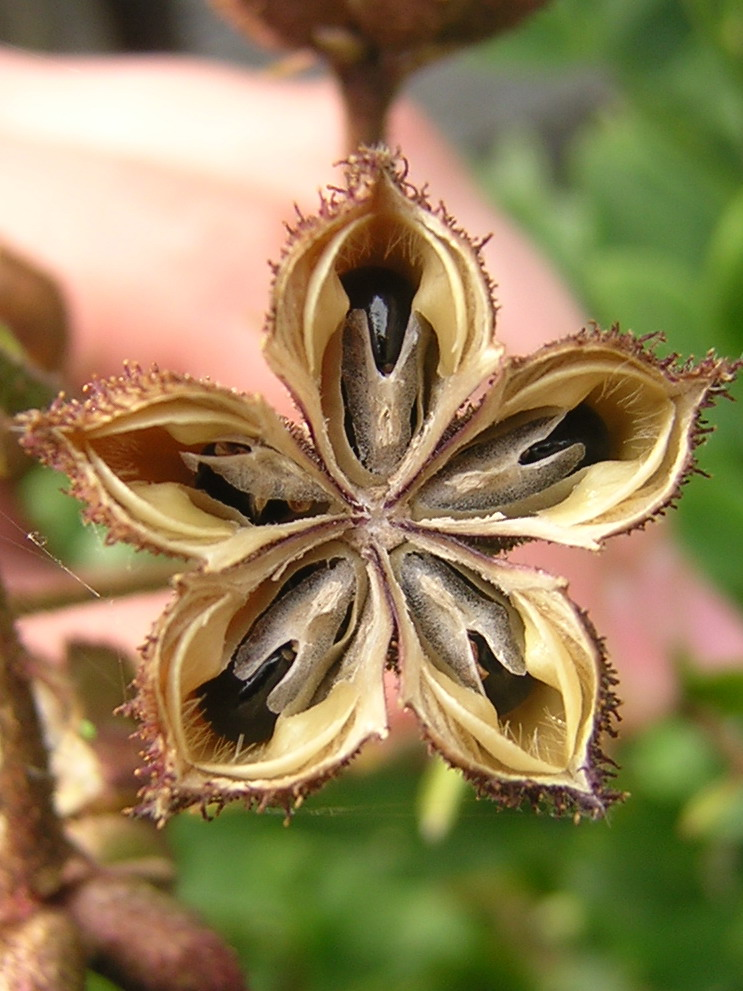
Sammelbalgfrucht

### Inhaltsstoffe
Die Pflanze enthält in ätherischen Ölen gelöst hautreizende Furanocumarine wie Bergapten, Xanthotoxin und Psoralen sowie Furochinolinalkaloide; Thymolmethyläther, Pinen, Anethol, Estragol, Myrcen, Limonen, Cineal, Alkaloide wie Skimmianin,  und Dictamin, außerdem Saponine, Bitterstoffe, Anthocyane und Flavonglykoside.
Die vor allem in der drüsigen Beborstung enthaltenen Furanocumarine (hauptsächlich Bergapten) sind phototoxische Stoffe, die bei Berührung mit der Haut diese gegen Sonnenlicht sensibilisieren und bei nachfolgender Besonnung zu schweren, oft langwierigen verbrennungsartigen Verletzungen führen können (Wiesengräserdermatitis).

### Ätherische Öle
Zur Reifezeit geben die Drüsen der Fruchtstände so viel ätherisches Öl mit zimtartigem Geruch ab, dass Diptam schon von weitem gerochen werden kann. Bei hohen Temperaturen verdunsten die Öle in so großer Menge, dass Diptam (als „Brennender Busch“, siehe unten) angezündet werden kann. Der Duft des Diptams kann durch Mischung von Vanille- und Zitronenaroma nachgeahmt werden.

### Brennbarkeit
Die ätherischen Öle enthalten die extrem flüchtige und hochentzündliche Flüssigkeit Isopren, deren Dämpfe schwerer als Luft sind. In der Reifezeit können die freigesetzten Isopren-Dämpfe an windstillen Tagen durch eine Zündquelle unterhalb der Blütenrispe entzündet werden, worauf die Feuerfront schnell die Blütenrispe emporläuft und dann erlischt. Das Pflanzenexemplar nimmt dabei keinen Schaden.
An extrem heißen Tagen können sich die Dämpfe auch scheinbar selbst entzünden. Erklärt wird dies durch die Brennglaswirkung bei Tröpfchenbildung. In der Dämmerung kann man bei Windstille und großer Hitze am Pflanzenexemplar kleine blaue Flammen sehen.

## Systematik
Die Erstveröffentlichung von Dictamnus albus erfolgte 1753 durch Carl von Linné in Species Plantarum, Tomus I, S. 383. Das Artepitheton albus = „weiß“ bezieht sich auf die weißlichen Rhizome. Ein wichtiges Synonym von Dictamnus albus L. ist Dictamnus fraxinella Pers.
Der Gattungsname Dictamnus wurde im Mittelalter vom Diptam-Dost oder Kretischen Diktam (Origanum dictamnus, früher Dictamnus creticus), der zur Pflanzenfamilie der Lippenblütler gehört, vor dem Hintergrund des bei beiden Pflanzen starken aromatischen Duftes und der als vergleichbar eingeschätzten Heilwirkung auf den (weißen) Diptam (Dictamnus albus, früher auch Dictamnus vulgaris) übertragen.
Manche Autoren unterscheiden in der Gattung Dictamnus mehrere Arten und nicht nur eine Art Dictamnus albus.
Zu diesen anderen Arten gehören dann:
- Dictamnus caucasicus Grossh.: Sie kommt zum Beispiel im Kaukasusraum und in Transkaukasien vor.[15]
- Dictamnus gymnostylis Steven: Sie kommt im Kaukasusraum, im südlichen europäischen Russland, in Georgien, Moldawien, Rumänien, in der Ukraine und auf der Krim vor.[15]
- Dictamnus hispanicus Willk.: Sie kommt nur in Spanien vor.[15]

## Verwendung als Heil- und Gartenpflanze
Da der Diptam im Altertum und Mittelalter als Heilpflanze angesehen wurde und im blühenden Zustand dekorativ ist, hat man sehr frühzeitig mit seiner Kultivierung im Garten begonnen. In der Renaissance war er bereits eine verbreitete Gartenpflanze. Heute ist er in Gärten eher selten zu finden, was auf seine spezifischen Standortansprüche und seine Giftigkeit zurückzuführen ist. Der Diptam wird heute wegen seiner teilweise giftigen Inhaltsstoffe nicht mehr als Heilpflanze eingesetzt, zumal sich für die früher geschilderten Wirksamkeiten keine Belege gefunden haben.

## Trivialnamen
Für den Diptam bestehen bzw. bestanden weitere Trivialnamen, unter anderem: Aschenwurz oder Äschenwurz (Thüringen), Eschenwurz (Württemberg), Pfefferkraut, Spechtwurzel (Schlesien), Springwurzel
Im Mittelhochdeutschen und im Mittelniederdeutschen gab es zahlreiche weitere Namen und Namensvarianten.